# Nacho Martín
José Ignacio Martín Monzón, detto Nacho (Valladolid, 22 aprile 1983), è un cestista spagnolo.
È il figlio di José Ángel Martín de Francisco, anch'egli cestista.

## Palmarès
- Campionato spagnolo: 1

Barcellona: 2002-03
- Copa del Rey: 1

Barcellona: 2003
- Copa Princesa de Asturias: 1

Estudiantes: 2022